# Assassin's Creed: Codul Asasinului (film)
Assassin’s Creed: Codul Asasinului este un film de acțiune-aventură, bazat pe seria de jocuri video omonimă, și lansat în 2016. Este regizat de Justin Kurzel, scris de Michael Lesslie, Adam Cooper și Bill Collage, iar în rolurile principale joacă Michael Fassbender, Marion Cotillard, Jeremy Irons, Brendan Gleeson, Charlotte Rampling și Michael K. Williams. 
Filmul se petrece în același univers cu cel al jocurilor video, dar are o poveste originală, ce extinde mitologia seriei, având loc în timpul Inchiziției spaniole. Filmările au început la sfârșitul lunii august 2015 și s-au încheiat în ianuarie 2016. Assassin's Creed a avut premiera pe 21 decembrie 2016 în Statele Unite și Franța, primind recenzii negative din partea criticilor, și are încasări de peste 240 milioane $.

## Intrigă
În 1492, în timpul Războiului Granadei, Aguilar de Nerha este acceptat în Frăția Asasinilor. Îi este dată misiunea de a-l proteja pe prințul Ahmed al Granadei. În 1986, Callum se întoarce acasă, unde își găsește mama ucisă de mâna tatălui său, Joseph, un Asasin din prezent. În vreme ce oameni înarmați ai lui Alan Rikkin (Jeremy Irons), CEO al Fundației Abstergo, Templierii din prezent, se apropie pentru a-l captura pe Joseph, el îi ordonă fiului său să fugă.
În 2016, Callum (Michael Fassbender) urmează să fie executat pentru crimă, dar este salvat de Abstergo, care i-a înscenat moartea, și transportat la filiala din Madrid, Spania. El află că aceștia caută Mărul din Eden, care conține codul genetic al liberului-arbitru, pentru a subjuga omenirea. Sofia (Marion Cotillard), fiica lui Alan și cercetătoarea-șefă, îi spune lui Callum că el este un descendent al lui Aguilar și îl conectează la Animus, o mașinărie care îi permite să retrăiască amintirile lui Aguilar, pentru ca Abstergo să afle locația curentă a Mărului.
În Andaluzia, Spania, Aguilar și partenera sa, Maria, sunt trimiși să-l salveze pe Ahmed, care a fost răpit de Marele Maestru Templier, Tomas de Torquemada, pentru a-l obliga pe tatăl lui Ahmed, Sultanul Muhammad XII, să predea Mărul. Aguilar și Maria îi interceptează pe Templieri, dar sunt asaltați și capturați de bruta lui Torquemada, Ojeda, iar Callum este scos afară din Animus de către Sofia.
În captivitate, Callum se împrietenește cu alți descendenți ai Asasinilor, conduși de Moussa, descendent al lui Baptiste, un Asasin haitian din secolul 18, și începe să aibă halucinații, denumite ‘the Bleeding Effect-Efectului Sângerării’ atât cu Aguilar, cât și cu Joseph. Callum și Sofia discută în timpul sesiunilor, iar ea dezvăluie că și mama ei a fost omorâtă de un Asasin.
Înapoi în Animus, Aguilar și Maria urmează să fie executați, dar Aguilar reușește să se elibereze pe el și pe Maria, ceea ce duce la o urmărire pe acoperiș, în care cei doi execută un "Leap of Faith-Act de Credință" (vezi mai jos) pentru a scăpa. Mintea lui Callum reacționează violent, iar el devine paralizat temporar. El află apoi că și Joseph este prezent în această clădire. Confruntându-l pe Joseph pentru moartea mamei sale, Callum află că, datorită Efectului Sângerării, amintirile sale se îmbină cu cele ale lui Aguilar, permițându-i lui Callum să învețe din mers abilitățile lui Aguilar; el află că și mama sa era o Asasină, care a ales să moară de mâna lui Joseph, decât să fie cobai în Animus-ul Templierilor. Callum jură să distrugă Frăția Asasinilor prin găsirea Mărului. Între timp, Alan este pus sub presiune de superioarea sa, Ellen Kaye, să închidă Proiectul Animus din cauza lipsei rezultatelor, ceea ce o duce pe Sofia să se îndoiască de adevăratele intenții ale lui Alan.
Callum reintră voit în Animus, unde Aguilar și Maria îi iau în surprindere pe Muhammad și Ojeda. Ei reușesc să îi omoare pe Templieri și să recupereze Mărul, cu toate că Ojeda o capturează pe Maria pentru a-l forța pe Aguilar să predea Mărul. Maria alege să moară, și Ojeda o înjunghie fatal, după care Aguilar îl omoară pe Ojeda. Aguilar scapă apoi, executând un alt Leap of Faith, iar forța aplicată face ca Animus-ul să se defecteze. Aguilar îi dă apoi Mărul din Eden lui Cristofor Columb, care promite că va lua Mărul cu el în mormânt. Moussa și ceilalți prizonieri Asasini încep o revoltă, în care Joseph este omorât de Abstergo.
Callum stă în camera Animus-ului și are halucinații cu mai mulți Asasini, inclusiv Aguilar, Arno Dorian, Joseph, și mama sa. Callum se atașează de moștenirea Asasinilor și, având asimilate complet memoriile și abilitățile strămoșului său, se alătură Asasinilor în evadarea din clădire.
Având recuperat Mărul, Alan Rikkin și asociații săi se întrunesc într-un sanctuar templier din Londra pentru a participa la o ceremonie. Înăuntrul sanctuarului, o Sophie dezorientată se întâlnește cu Callum, care a venit să fure Mărul, iar ea îi permite involuntar să acționeze. Callum se strecoară prin spatele lui Rikkin și îl omoară pentru a recupera Mărul din Eden, moment în care Asasinii fug, jurând că îl vor proteja. Sofia promite că se va răzbuna pe Callum.

## Distribuție
- Michael Fassbender în rolul lui Callum Lynch și Aguilar de Nerha:

Personaj creat special pentru acest film, Lynch este un descendent al Asasinilor, având legături genetice cu Aguilar, un Asasin din Spania secolului 15. Callum a fugit toată viața sa, încă de când a fost martor la uciderea mamei sale, el copil fiind. Dar societatea modernă l-a protejat de secretele moștenirii sale. Așteptând să fie executat, Callum este capturat și adus la filiala Abstergo din Madrid, Spania, unde va învăța ce rol are el în lumea asta, dar și să controleze focul ce arde înăuntrul său. Fassbender l-a descris pe Callum spunând că "El nu simte că ar avea vreo moștenire... are un suflet pierdut. Vizitează des casele de corecție," iar pe Aguilar l-a descris ca fiind "cineva care chiar aparține Frăției. El are un scop, pe care îl și urmărește. Aparține clar Frăției." Angus Brown îl interpretează pe tânărul Callum.
- Marion Cotillard în rolul Sofiei Rikkin:

Fiica lui Alan Rikkin și coordonatoare a proiectului Animus de la Abstergo Industries. Sofia este o cercetătoare briliantă, hotărâtă să folosească știința pentru a eradica impulsurile violente ale umanității și a crea o lume mai armonioasă. Dar ea nu vede imaginea de ansamblu a cauzelor Templierilor din prezent, iar supunerea sa este pusă la îndoială. Marion Cotillard a descris relația dintre Sofia și tatăl ei ca fiind "alambicată". "Relația dintre cei doi este distantă, iar ea încearcă orice pentru a-l face mândru," a explicat ea. "Dar în același timp, ea începe să înțeleagă că nu se află pe aceeași lungime de undă cu el. Cel mai important lucru pentru ea nu este să-și impresioneze tatăl, ci să îndeplinească ceea ce a început." 
- Jeremy Irons în rolul lui Alan Rikkin:

CEO-ul vizionar de la Abstergo Industries, dedicat "perfecționării" omenirii, unul dintre liderii Templierilor moderni, și tatăl Sophiei, pentru care are o mare admirație. El este determinat să îndeplinească scopul vechi de secole al Tempierilor, acela de a obține controlul asupra umanității. Prin Callum, și a memoriilor strămoșilor săi, Rikkin ar putea ca în sfârșit să găsească cheia pentru a obține puterea supremă. "Sunt un uzurpator. O umbră. Un om care se află în fruntea acestei lumi," spune Irons. Ca și Sofia, Rikkin crede în "îndepărtarea impulsurilor violente ale oamenilor," și vede o oportunitate în Cal. "Rikkin crede că sursa nefericirii în lume sunt războaiele, iar dacă va scăpa de asta, oamenii vor fi mai bogați și mai în siguranță. Nu este un om cu morală, dar așa se crede el."  Personajul a apărut anterior în primul joc Assassin's Creed.
- Brendan Gleeson în rolul lui Joseph: Tatăl lui Callum Lynch și Asasin, care a fost forțat să-și omoare soția, Mary Lynch, pentru a o salva de la invazia celor de la Abstergo. Brian Gleeson îl interpretează pe tânărul Joseph.[9][12]
- Charlotte Rampling[18] în rolul Ellenei Kaye: O Templieră de rang mai înalt decât Alan Rikkin, care caută încheierea operațiunii Abstergo.[15][9]
- Michael K. Williams în rolul lui Moussa, Asasin: Moussa este un descendent de-al lui Baptiste, un Asasin haitian care folosește otravă voodoo împotriva inamicilor săi.[19][10] Williams a spus, "Moussa are cu siguranță niște abilități de asasin. Cu toate că preferă să folosească trucuri și magie voodoo împotriva dușmanilor, cred că s-ar descurca bine și în lupta corp-la-corp."[10] Baptiste a apărut anterior în Assassin's Creed III: Liberation.[20][9]
- Denis Ménochet în rolul lui McGowen.[9][21]
- Ariane Labed în rolul Mariei:[9]
- O asasină abilă din Spania secolului 15 și cel mai apropiat aliat al lui Aguilar.[22][13] Mai cumpătată decât prietenul său, Maria este silențioasă și extrem de rapidă, iar împreună sunt o forță de neoprit. Ca și Aguilar, ea înțelege daunele pe care Templierii le aduc țării sale.[9]
- Matias Varela în rolul lui Emir: Emir este un descendent de-al lui Yusuf Tazim, un Asasin din Orientul Mijlociu, care folosește arcul și săgețile, împreună cu sabia și cuțitele, împotriva inamicilor săi.[10]
- Callum Turner în rolul lui Nathan: Un cobai al Abstergo, și descendent al lui Duncan Walpole, un Asasin american din secolul 18.
- Javier Gutiérrez în rolul lui Tomas de Torquemada:[9]

Tomas de Torquemada a condus Inchiziția Spaniolă timp de 15 ani, îndreptându-și forțele spre jefuirea și uciderea acelora pe care îi credea că fac abuz de putere. Cea mai puternică unealtă din arsenalul său era auto-de-fe: acte teatrale de pedepsire publică, in care toți inamicii Inchiziției erau arși de vii.
- Hovik Keuchkerian în rolul lui Ojeda:[9]

În timp ce Torquemada trăgea sforile, Ojeda face munca fizică: pedepsirea brutală a tuturor celor care se împotriveau Inchiziției. Conduce o mare armată, cu care distruge orașe întregi, dar lipsa sa de subtilitate îi ajută pe Asasinii care lucrează din umbră să fie cu ochii pe el tot timpul.
- Michelle H. Lin în rolul Linei: Un alt cobai de la Abstergo și descendentă a lui Shao Jun, o Asasină chinezoaică din secolul 16.[9]

## Producție

### Dezvoltare
"Știți, noi vrem cu orice preț să respectăm jocul. Sunt atâtea lucruri interesante în acest joc încât am stabilit de la început ce lucruri putem să folosim și ce nu, dar vrem de asemenea să aducem și elemente noi și poate versiunea proprie a lucrurilor care există deja în joc. Dar cu siguranță vom crea un film, și îl vom aborda în acest fel, în opoziție cu abordarea unui joc video. Dar îmi place această lume... Când m-am întâlnit cu cei de la Ubisoft, și ei au început să explice această lume și ideea memoriei ADN – știi, cred că este o teorie științifică verosimilă. M-am gândit, 'Sunt atât de multe,' și la posibilitatea de a deveni o experiență cinematografică. Deci sunt foarte încântat, și lucrăm destul de mult pentru a ne asigura că vom avea cel mai captivant și original film." 
În octombrie 2011, Sony Pictures făcea ultimele negocieri cu Ubisoft Motion Pictures pentru a realiza un film despre Assassin's Creed, în versiune 3D. În iulie 2012, Michael Fassbender a fost anunțat ca actor principal al filmului, precum și ca co-producător al lui, prin compania sa, DMC Film, împreună cu Conor McCaughan. Jean-Julien Baronnet, CEO al Ubisoft Motion Pictures, a declarat că Fassbender a fost prima alegere a studioului pentru acest rol. Negocierile dintre Sony Pictures și Ubisoft Motion Pictures au fost amânate, deoarece Ubisoft dorea să realizeze filmul independent, pentru a menține controlul creativ. Sony încă putea să distribuie filmul, dar Ubisoft Motion Pictures nu dorea continuarea producției decât după ce filmul urma să aibă un regizor și un scenarist. În octombrie, Ubisoft a dezvăluit că filmul va fi co-produs de New Regency și va fi distribuit de 20th Century Fox. New Regency va finanța marea parte a producției, pentru ca Ubisoft să nu-și asume un risc financiar, dar, cu toate acestea, să fie implicată creativ; RatPac Entertainment și Alpha Pictures vor co-finanța filmul. Baronnet a dezvăluit și că Ubisoft speră să lanseze filmul odată cu un nou joc al seriei.
În ianuarie 2013, Michael Lesslie a fost angajat ca scenarist al filmului. În iunie 2013, Frank Marshall a început negocierile pentru a produce filmul, împreună cu Fassbender și McCaughan de la DMC Film, și cu Eli Richbourg de la Ubisoft. În iulie, Scott Frank a dezvăluit că va rescrie scenariul. În ianuarie 2014, pe profilul de Linkedin al producătorului-executiv Fannie Pailloux a fost dezvăluit că filmările vor începe în august 2014. În aprilie 2014, Adam Cooper și Bill Collage au fost angajați să rescrie scenariul. La sfârșitul lui aprilie, Justin Kurzel a intrat în negocieri pentru regia filmului. În iunie, Olivia Munn și-a exprimat interesul de a juca în film.

### Pre-producție
Pe 12 februarie 2015, Yves Guillemot, CEO al Ubisoft, a confirmat că New Regency a început producerea filmului. A doua zi, Marion Cotillard a fost dezvăluită ca parte a distribuției, și că filmările urmau să înceapă la sfârșitul anului 2015. În aprilie 2015, Fassbender a dezvăluit că filmările vor începe în septembrie 2015. În mai 2015, a fost dezvăluit că Alicia Vikander se află în negocieri pentru a se alătura filmului, dar, în următoarea lună, a fost anunțat că va lua parte la al cincilea film cu Bourne, iar Ariane Labed a fost aleasă în locul ei. Producătorii filmului îi includ pe Baronnet, Patrick Crowley, Fassbender, Marshall, Conor McCaughan și Arnon Milchan. În iulie 2015, Michael K. Williams s-a alăturat distribuției. La sfârșitul lunii august 2015, a fost anunțat că Fassbender va juca rolul lui Callum Lynch în prezent, și cel al lui Aguilar în Spania secolului al 15-lea, precum și locațiile unde se vor desfășura filmările.

### Filmări
Primele filmări au început pe 31 august 2015, locațiile unde se vor desfășura filmările fiind Malta, Londra, Spania, și Platoul 007 de la Pinewood Studios. Adam Arkapaw va fi directorul de imagine, în timp ce Andy Nicholson va fi designerul producției. În octombrie 2015, Jeremy Irons și Brendan Gleeson s-au alăturat distribuției. În decembrie 2015, au avut loc filmările din Spania, și a fost dezvăluit că Irons îl va juca pe Alan Rikkin. Filmările principale s-au terminat pe 15 ianuarie 2016, alte filmări având loc și la Catedrala Ely în iulie.

### Muzica
În mai 2016, a fost anunțat că Jed Kurzel, fratele regizorului Justin Kurzel, va compune coloana sonoră a filmului.

## Legăturile cu jocurile video
Aymar Azaïzia, șef al secțiunii Assassin's Creed la Ubisoft, a declarat că filmul, care va fi "o poveste nou-nouță, [cu] personaje noi în universul nostru," avea posibilitatea de a avea "niște chipuri familiare" și că elementul prezentului va conține și conglomeratul Abstergo. Fassbender a declarat, "Chiar dorim să respectăm jocul și caracteristicile acestuia. Dar vrem să venim și cu ceva nou. Și un lucru pe care l-am învățat încă de la seria X-Men este că audiența vrea să fie surprinsă și să vadă elemente noi a ceea ce știu deja, prin diferite abordări." Animusul, mașinăria folosită pentru a retrăi amintirile strămoșilor, a fost reproiectată pentru acest film, dintr-un scaun, într-o mașină care îl ridică pe utilizator în aer, permițând o experiență mai modernă, mai interactivă și mai dramatică. Fassbender a spus și că această schimbare a fost introdusă pentru a se evita asemănările cu The Matrix. Clădirea Abstergo din film conține o cameră de artefacte, în care se află, pe lângă lamele tradiționale de la încheietură, și alte arme specifice jocului, precum: sabia lui Altaïr Ibn-La'Ahad (Assassin's Creed); arcul lui Connor/Ratonhnhaké:ton (Assassin's Creed III); pistoalele cu flintă ale lui Edward Kenway (Assassin's Creed IV: Black Flag); și șișul lui Jacob Frye (Assassin's Creed Syndicate). Fassbender a declarat și că cei de la Ubisoft au fost foarte "dornici" de a vedea elementele noi ale filmului, și că le-ar putea folosi și pe acestea în viitoarele lor jocuri.
Filmul conține și săritura "de semnătură" a jocului, "Leap of Faith (Actul de credință)", executată de dublura lui Fassbender, Damien Walters, și nu de o dublură digitală, deoarece echipa de producție a dorit ca acțiunile din film să pară cât mai "reale", fără a se folosi efecte speciale. Săritura de la peste 38 de metri a fost descrisă ca fiind "una dintre cele mai înalte sărituri libere executate de un cascador de 35 de ani încoace".

## Lansare
Assassin's Creed a fost lansat pe 21 decembrie 2016. Inițial, în mai 2013, a fost anunțat că filmul se va lansa pe 22 mai 2015, după care a fost amânat pentru data de 19 iunie 2015. În noiembrie 2013, filmul a fost amânat încă o dată, de data aceasta pentru 7 august 2015. În septembrie 2014, filmul a fost amânat din nou pentru o data nespecificată din 2016, care, în ianuarie 2015, s-a dovedit a fi 21 decembrie 2016.

### Încasări
Assassin's Creed a încasat un total de 54,6 milioane $ în Statele Unite și Canada, și 186,3 milioane $ în alte teritorii, pentru un total de 240,9 milioane $, cu un buget de producție de 125 de milioane $.
În America de Nord, era de așteptat inițial ca Assassin's Creed să încaseze între 25 și 35 de milioane $, de la peste 2.900 de cinematografe, în primele șase zile de la lansare. Cu toate acestea, după ce a încasat doar 1,4 milioane $ în marțea avanpremierei și 4,6 milioane $ în ziua premierei, așteptările au scăzut la 22 de milioane $. A ajuns să încaseze doar 10,3 milioane $ în weekendul lansării (iar in cele șase zile, 22.5 milioane $), terminând pe locul 5 în ierarhia încasărilor.

### Reacția criticilor
Assassin's Creed a primit recenzii negative din partea criticilor. Pe Rotten Tomatoes, filmul are un rating de doar 17%, bazat pe 174 de recenzii, cu un rating în medie de 3,9/10. Site-ul scrie, "Assassin's Creed este, fără îndoială, mai bine adaptat decât restul filmelor realizate după jocuri video, cu o distribuție interesantă; din păcate, folosirea excesivă a CGI-ului a rezultat într-o plictiseală necaptivantă." Pe Metacritic, filmul are un scor de 36 din 100, bazat pe 38 de recenzii, indicând "recenzii majoritar nefavorabile". Audiența de pe CinemaScore i-a acordat filmului o notă de "B+" pe o scară de la A+ la F.
David Ehrlich de la IndieWire i-a acordat filmului o notă de B-, spunând, "a zice că asta e cea mai bună adaptare a unui joc video este genul de compliment fals care sună ca o hiperbolă, dar descrierea acoperă ambele părți."
Într-o recenzie negativă, Peter Bradshaw de la The Guardian a scris, "Pun pariu că jocul este mult mai interesant, deoarece un Fassbender care vopsește pereții celulei sale ultra-moderne și monitorizează pierderea de umiditate nu este nici pe departe așa." Robbie Collin de la Daily Telegraph a fost la fel de negativ, spunând, "Pentru toți cei care credeau că romanelor de conspirație ale lui Dan Brown le lipsea o picătură de parkour, Assassin’s Creed ar putea fi fix ceea ce căutau. Dar pentru noi, restul de 99.9% dintre spectatori, filmul nu este așa de captivant."

## Lansarea pe DVD
Assassin's Creed a fost lansat pe Blu-ray și DVD în data de 21 martie 2017 și pe Digital HD pentru Amazon Video și iTunes în data de 10 martie 2017.

## Posibile continuări
În martie 2016, Daphne Yang, CEO al co-finanțatorului taiwanez CatchPlay, a spus că New Regency caută să transforme filmul într-o serie, de vreme ce este bazat pe "jocurile de succes ale lui Ubisoft și ar trebui să se filmeze și continuări." Două continuări sunt plănuite, primul film intrând în dezvoltare în timpul producției acestui film. Kurzel le-a spus celor de la Premiere că ar vrea să exploreze Războiul Rece în următorul film.